# Cercomacra tyrannina
Cercomacra tyrannina е вид птица от семейство Thamnophilidae.

## Разпространение
Видът е разпространен в Белиз, Бразилия, Колумбия, Коста Рика, Еквадор, Френска Гвиана, Гватемала, Гвиана, Хондурас, Мексико, Никарагуа, Панама, Суринам и Венецуела.